# Herb Neuenkirchen (Landhagen)
Herb Neuenkirchen – herb gminy Neuenkirchen, który stanowi hiszpańską tarczę herbową podzielona na dwie części: niebieską i srebrną. U góry trzy siedzące w prostej linii złote wiewiórki, każda trzymająca w łapach złoty orzech. Na dole ciągły czarny krzyż, na środku którego leży złoty lemiesz.
Herb został zaprojektowany przez mieszkańca Weimaru Michaela Zapfe i zatwierdzony 15 października 1998 przez Ministerstwo Spraw Wewnętrznych (Bundesministerium des Innern, für Bau und Heimat).

## Objaśnienie herbu
Występujące w herbie wiewiórki nawiązują do wiewiórek z tarczy herbowej starego, zamożnego, greifswaldzkiego rodu patrycjuszy von Wampen, który występował na Pomorzu Przednim. Wiewiórki wywodzą się z miejsca pochodzenia tego rodu jakim jest Wampen, obecnie część gminy (Ortsteil). Krzyż odnosi się do nazwy gminy Neuenkirchen („Neu” = nowy, „Kirche” = kościół) i jednocześnie ma symbolizować w 1285 wybudowany kościół we wsi. Lemiesz symbolizuje rolnictwo jako główne źródło dochodów mieszkańców tej gminy.